# Соловецки манастир
Соловецки манастир је манастир Руске православне цркве из 15. века.
Смештен на Соловјецким острвима у Белом мору. Основали су га светитељи Зосима, Саватије и Герман а подигнут је између 1420. и 1430. године. По древним рукописима сачуваних житија у ризници Соловјецког архимандрита, прве речи првих становника Соловјецких острва биле су: “Хвалите имја Господње, ниње и присно и у вјеки вјеков. Амин!”. 
Након доласка првосветитеља Соловјецких, многе знамените личности су посећивале Соловјецка острва, међу њима и последњи цар из лозе Рјуриковича – Фјодор Иванович, син Ивана Грозног, као и цар Петар I.
У време реформи Патријарха Никона, у време старообредничког раскола од 1669. до 1676. године манастир је био под опсадом царске војске, као једно од жаришта супростављања Никоновским реформама. 
Након Октобарске револуције 1917. године, манастир је затворен, а монаси отерани. Манастирске зграде претворене су у Соловецки логор посебне намене, касније претворен у затвор за политичке затворенике.
Године 1922. бољшевичке власти запалиле су Преображењски манастир, тако да су преостали Успењски и Филипов храм. 
Обнављање Соловецког манастира започето је 1988. године и још увек је у току.